# Gaultheria brevistipes
Gaultheria brevistipes är en ljungväxtart som först beskrevs av C.Y Wu och T.Z. Hsu, och fick sitt nu gällande namn av Rhui Cheng Fang. Gaultheria brevistipes ingår i släktet Gaultheria och familjen ljungväxter. Inga underarter finns listade i Catalogue of Life.